# Simone Velzeboer
Simone Catharina Maria Velzeboer (Oud Ade, 15 aprile 1967) è un'ex pattinatrice di short track olandese.

## Biografia
Sia la sorella Monique Velzeboer che il fratello Mark Velzeboer sono stati pattinatori di short track, entrambi hanno gareggiato ai Giochi olimpici di Albertville 1992. Anche le nipoti (figlie di Mark) Xandra e Michelle Velzeboer, sono divenute pattinatrici di caratura internazionale.
Ai mondiali di Amsterdam 1985 vinse il bronzo nella staffetta 3000 m.
Ai mondiali di Chamonix 1986 ottenne di nuovo il bronzo nella staffetta 3000 m. 
Ai Giochi olimpici invernali di Calgary 1988, quando lo short track fu presentato come sport dimostrativo, ottenne l'8º posto nei 500 metri e il 6º nella staffetta 3000 m.
Ai mondiali a squadre di Seul 1991 ottenne il bronzo.
Ai mondiali di Denver 1992 ottenne l'argento nella staffetta 3000 m.
Tornò alle Olimpiadi a Lillehammer 1994 in cui si classificò 25ª nei 500 m e 6º nella staffetta 3000 m.

## Palmarès
- Mondiali

Amsterdam 1985: bronzo nella staffetta 3000 m.
Chamonix 1986: bronzo nella staffetta 3000 m.
Denver 1992: argento nella staffetta 3000 m.
- Mondiali a squadre

Denver 1992: argento nella staffetta 3000 m;